# لانس‌ایر ۳۲۰
لانس‌ایر ۳۲۰ (به انگلیسی: Lancair_320) یک هواگرد ملخ‌پیشین تک‌موتوره از نوع هواپیمای دست‌ساز ساخت شرکت Lancair است. این هواگرد در سال ۱۹۸۸ میلادی رسماً معرفی گردید.
طراح این هواگرد، Lance A. Neibauer بود.